# Joan Sales

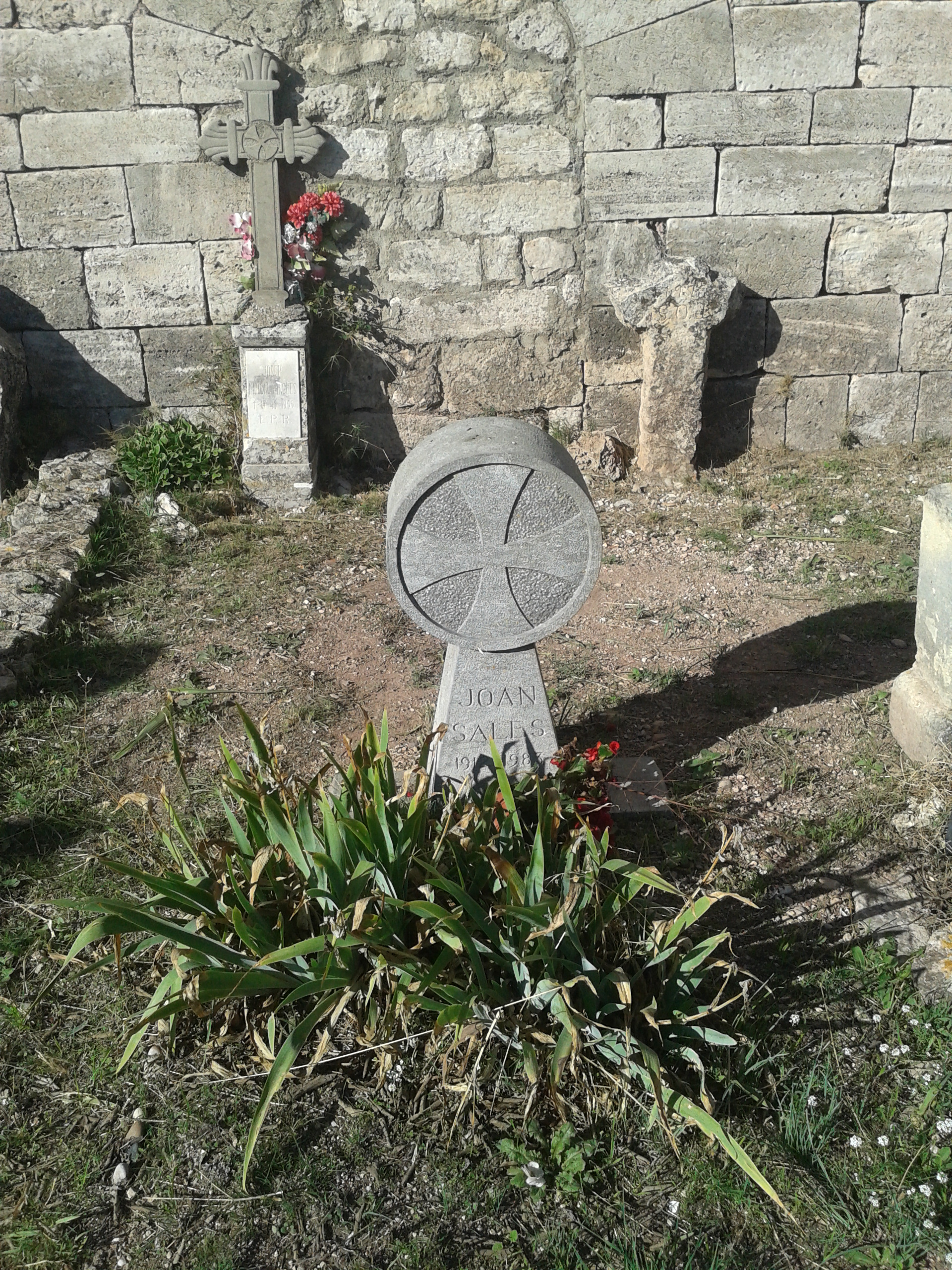
Grabmal des katalanischen Schriftstellers Joan Sales auf dem Friedhof von Siurana (Priorat)

Joan Sales i Vallès (* 19. November 1912 in Barcelona; † 12. November 1983 ebenda) war ein katalanischer Schriftsteller, Übersetzer und Verleger.

## Leben
Sales, der nach dem Schulabschluss in Katalonien Jura studierte, war in seiner Jugend Mitglied der PSUC, des katalanischen Ablegers der Kommunistischen Partei Spaniens. In späteren Jahren distanzierte er sich vom Kommunismus und wurde zu einem Anhänger des Katalanismus. Während des Spanischen Bürgerkriegs kämpfte er für die Republikaner in Madrid und Aragón. Nach der Niederlage der Republikaner flüchtete Sales nach Frankreich,  1940 emigrierte er nach Haiti und ging 1942 nach Mexiko, wo er sich wieder dem christlichen Glauben zuwandte. 1948 kehrte er nach Katalonien zurück, wo er zunächst als literarischer Berater im Verlag Ariel tätig war. Später gründete er zusammen mit seiner Frau Núria Folch den Verlag Club Editor, der das Ziel verfolgte, die katalanische Literatur zu fördern. In diesem Verlag erschien unter anderem Mercè Rodoredas großer Roman  Auf der Plaça del Diamant (1962). Als Übersetzer übertrug Sales Werke von Fjodor Dostojewski, Nikos Kazantzakis, Gustave Flaubert und François Mauriac ins Katalanische oder ins Spanische.
Als Schriftsteller wurde Sales vor allem durch seinen Roman Incerta Glòria bekannt, der 1956 zunächst nur in zensierter Fassung gedruckt werden konnte.

## Werke
- 1950 Rondalles escollides de Guimerà, Casaponce i Alcover.
- 1951 Rondalles gironines i valencianes.
- 1952 Rondalles d’ahir i avui.
- 1952 Viatge d’un moribund
- 1953 Rondalles escollides de Ramon Llull, Mistral i Verdaguer.
- 1956 Incerta Glòria, endgültige, stark erweiterte Fassung: 1971
  - Flüchtiger Glanz. Übersetzung Kirsten Brandt. Hanser, München 2015, ISBN 978-3-446-24910-3
- 1972 En Tirant lo Blanc a Grècia, òpera bufa
- 1976 Cartes a Màrius Torres
- 1983 El vent de nit
- 1986 Cartes de la guerra